# Los Angeles Chargers 2021
La stagione 2021 dei Los Angeles Chargers è stata la 52ª della franchigia nella National Football League, la 62ª complessiva e la prima con Brandon Staley come capo-allenatore.  La squadra migliorò il record di 7-9 della stagione precedente con una vittoria nella settimana 14 contro i New York Giants ma mancò di poco i playoff dopo una sconfitta nell'ultimo turno contro i Las Vegas Raiders in cui sarebbe bastata una vittoria o un pareggio per accedere alla post-season.

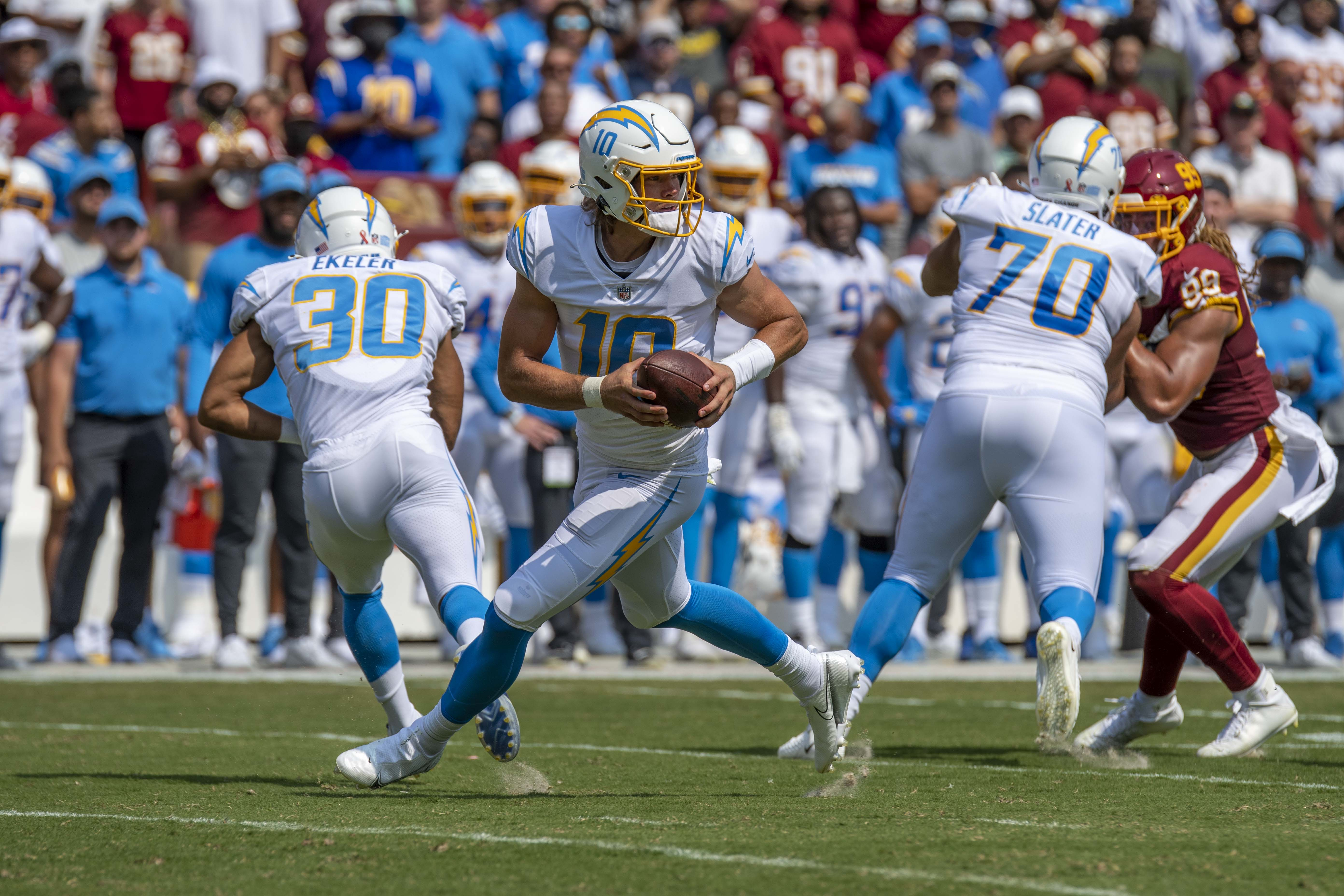
La partita del primo turno contro Washington

## Scelte nel Draft 2021
| Scelte dei Chargers nel Draft 2021 |        |                    |       |               |
| Giro                               | Scelta | Giocatore          | Ruolo | College       |
| 1                                  | 13     | Rashawn Slater     | OT    | Northwestern  |
| 2                                  | 47     | Asante Samuel Jr.  | CB    | Florida State |
| 3                                  | 77     | Josh Palmer        | WR    | Tennessee     |
| 3                                  | 97     | Tre' McKitty       | TE    | Georgia       |
| 4                                  | 118    | Chris Rumph II     | OLB   | Duke          |
| 5                                  | 159    | Brenden Jaimes     | OT    | Nebraska      |
| 6                                  | 185    | Nick Niemann       | LB    | Iowa          |
| 6                                  | 198    | Larry Rountree III | RB    | Missouri      |
| 7                                  | 241    | Mark Webb          | S     | Georgia       |

## Roster
| Roster dei Los Angeles Chargers nel 2021 |
| --- |
| Quarterback - 7 Chase Daniel - 10 Justin Herbert - 2 Easton Stick Running Back - 30 Austin Ekeler - 22 Justin Jackson - 27 Joshua Kelley - 40 Gabe Nabers FB - 35 Larry Rountree III Wide Receiver - 13 Keenan Allen - 15 Jalen Guyton - 84 K.J. Hill - 5 Josh Palmer - 81 Mike Williams Tight End - 82 Stephen Anderson - 87 Jared Cook - 88 Tre' McKitty - 89 Donald Parham Offensive Linemen - 76 Oday Aboushi G - 75 Bryan Bulaga T - 71 Matt Feiler G - 64 Brenden Jaimes T - 63 Corey Linsley C - 74 Storm Norton T - 79 Trey Pipkins T - 61 Scott Quessenberry G - 70 Rashawn Slater T Defensive Linemen - 90 Eric Banks DE - 95 Christian Covington NT - 93 Justin Jones DE - 98 Linval Joseph NT - 99 Jerry Tillery DE Linebacker - 97 Joey Bosa OLB - 52 Kyler Fackrell OLB - 9 Kenneth Murray ILB - 31 Nick Niemann ILB - 42 Uchenna Nwosu OLB - 57 Amen Ogbongbemiga ILB - 94 Chris Rumph II OLB - 49 Drue Tranquill ILB - 44 Kyzir White ILB Defensive Back - 24 Nasir Adderley FS - 20 Tevaughn Campbell CB - 43 Michael Davis CB - 32 Alohi Gilman S - 37 Kemon Hall CB - 25 Chris Harris Jr. CB - 33 Derwin James SS - 36 Trey Marshall S - 26 Asante Samuel Jr. CB - 29 Mark Webb S Special Team - 1 Ty Long P - 54 Matt Overton LS - 16 Tristan Vizcaino K Lista delle riserve - 53 Damon Lloyd OLB (IR) - 45 Cole Mazza LS (IR) - 90 Chris Okoye DE (IR) - 23 Ryan Smith CB (COVID-19) - 73 Tyree St. Louis T (IR) Squadra di allenamento - 83 Michael Bandy WR - 34 Darius Bradwell RB - 50 Cole Christiansen ILB - 46 Ben DeLuca S - 51 Emeke Egbule OLB - 28 Brandon Facyson CB - 96 Breiden Fehoko DE - 92 Joe Gaziano DE - 65 Nate Gilliam G - 67 Ryan Hunter G - 47 Hunter Kampmoyer TE - 66 Forrest Merrill DE - 11 Jason Moore WR - 86 Austin Proehl WR - 12 Joe Reed WR 53 attivi, 5 inattivi, 15 nella squadra di allenamento |
| Legenda - I rookie sono in corsivo. - Il primo ruolo è il principale mentre gli eventuali successivi indicano i ruoli secondari. - (IR) sta per Injured Reserve ed indica la lista ristretta per un solo giocatore infortunato che può tornare ad allenarsi dopo la settimana 6 e a rientrare in prima squadra dopo che questa ha giocato 8 partite. - (NF-Inj.) / (NF-Ill.) stanno rispettivamente per Non-Football Injured e Non-Football Illness ed indicano le liste dove viene inserito un giocatore che ha un infortunio o una malattia non dipendente dal football americano. - (PUP) sta per Physically Unable to Perform ed indica la lista dove viene inserito un giocatore mentre è in attesa di recuperare la condizione fisica. Nella stagione regolare dopo la sesta partita giocata dalla propria squadra, il giocatore ha tempo tre settimane per riprendere ad allenarsi, più tre settimane aggiuntive dal suo rientro agli allenamenti per rientrare in prima squadra. |

## Calendario
| Stagione regolare |                    |                             |                    |                    |                            |                    |
| Turno             | Data               | Avversario                  | Risultato          | Record             | Stadio                     | Sintesi            |
| 1                 | 12 settembre       | at Washington Football Team | V 20–16            | 1–0                | FedExField                 | Recap              |
| 2                 | 19 settembre       | Dallas Cowboys              | S 17–20            | 1–1                | SoFi Stadium               | Recap              |
| 3                 | 26 settembre       | at Kansas City Chiefs       | V 30–24            | 2–1                | Arrowhead Stadium          | Recap              |
| 4                 | 4 ottobre          | Las Vegas Raiders           | V 28–14            | 3–1                | SoFi Stadium               | Recap              |
| 5                 | 10 ottobre         | Cleveland Browns            | V 47–42            | 4–1                | SoFi Stadium               | Recap              |
| 6                 | 17 ottobre         | at Baltimore Ravens         | S 6–34             | 4–2                | M&T Bank Stadium           | Recap              |
| 7                 | Settimana di pausa | Settimana di pausa          | Settimana di pausa | Settimana di pausa | Settimana di pausa         | Settimana di pausa |
| 8                 | 31 ottobre         | New England Patriots        | S 24–27            | 4–3                | SoFi Stadium               | Recap              |
| 9                 | 7 novembre         | at Philadelphia Eagles      | V 27–24            | 5–3                | Lincoln Financial Field    | Recap              |
| 10                | 14 novembre        | Minnesota Vikings           | S 20–27            | 5–4                | SoFi Stadium               | Recap              |
| 11                | 21 novembre        | Pittsburgh Steelers         | V 41–37            | 6–4                | SoFi Stadium               | Recap              |
| 12                | 28 novembre        | at Denver Broncos           | S 13–28            | 6–5                | Empower Field at Mile High | Recap              |
| 13                | 5 dicembre         | at Cincinnati Bengals       | V 41–22            | 7–5                | Paul Brown Stadium         | Recap              |
| 14                | 12 dicembre        | New York Giants             | V 37–21            | 8–5                | SoFi Stadium               | Recap              |
| 15                | 16 dicembre        | Kansas City Chiefs          | S 28–34 (dts)      | 8–6                | SoFi Stadium               | Recap              |
| 16                | 26 dicembre        | at Houston Texans           | S 29–41            | 8–7                | NRG Stadium                | Recap              |
| 17                | 2 gennaio          | Denver Broncos              | V 34–13            | 9–7                | SoFi Stadium               | Recap              |
| 18                | 9 gennaio          | at Las Vegas Raiders        | S 32-35 (dts)      | 9–8                | Allegiant Stadium          | Recap              |

Note: gli avversari della propria division sono in grassetto.

## Premi

### Premi settimanali e mensili
- Asante Samuel Jr.

rookie della settimana 2
rookie difensivo del mese di settembre
rookie della settimana 3
- Justin Herbert

quarterback della settimana 3
quarterback della settimana 5
giocatore offensivo della AFC della settimana 9
quarterback della settimana 9
quarterback della settimana 11
giocatore offensivo della AFC della settimana 13
quarterback della settimana 13
giocatore offensivo della AFC della settimana 14
quarterback della settimana 14